# Tepetitla de Lardizábal
Tepetitla de Lardizábal es una localidad del estado mexicano de Tlaxcala. Es cabecera del municipio de Tepetitla de Lardizábal.

## Demografía
| Censo | Población |
| ----- | --------- |
| 1900  | 1316      |
| 1910  | 1452      |
| 1921  | 1557      |
| 1930  | 1853      |
| 1940  | 2039      |
| 1950  | 2475      |
| 1960  | 2859      |
| 1970  | 3567      |
| 1980  | 4515      |
| 1990  | 6227      |
| 1995  | 6912      |
| 2000  | 7405      |
| 2005  | 8291      |
| 2010  | 8316      |
| 2020  | 9606      |